# Dick Taverne, Baron Taverne
Dick Taverne, Baron Taverne (n. 18 octombrie 1928) este un om politic britanic, membru al Parlamentului European în perioada 1973-1979 din partea Regatului Unit.
1. ↑  Dick Taverne, Munzinger Personen, accesat în 9 octombrie 2017
2. 1 2 3 4  The Peerage
3. 1 2 3 4 5  Hansard 1803–2005
4. ↑  pace.coe.int